# Евроспидвей Лаузиц
Лаузицринг (нем. Lausitzring), ныне Евроспидвей Лаузиц (нем. EuroSpeedway Lausitz) — автодром в Восточной Германии, в земле Бранденбург, близ городка Клеттвиц.

## История
Постройка автодрома в этом регионе была запланирована ещё в 1986 г. с целью рекреации района добычи угля, но только после объединения Германии стало возможным предпринять серьёзные шаги к постройке трассы. Предполагалось, что трасса заменит закрытый к тому времени автодром АФУС. Работы начались в середине 90-х, и к 2000 г. автодром был готов. Его общая вместимость достигала 120 тыс. человек.

## Конфигурации

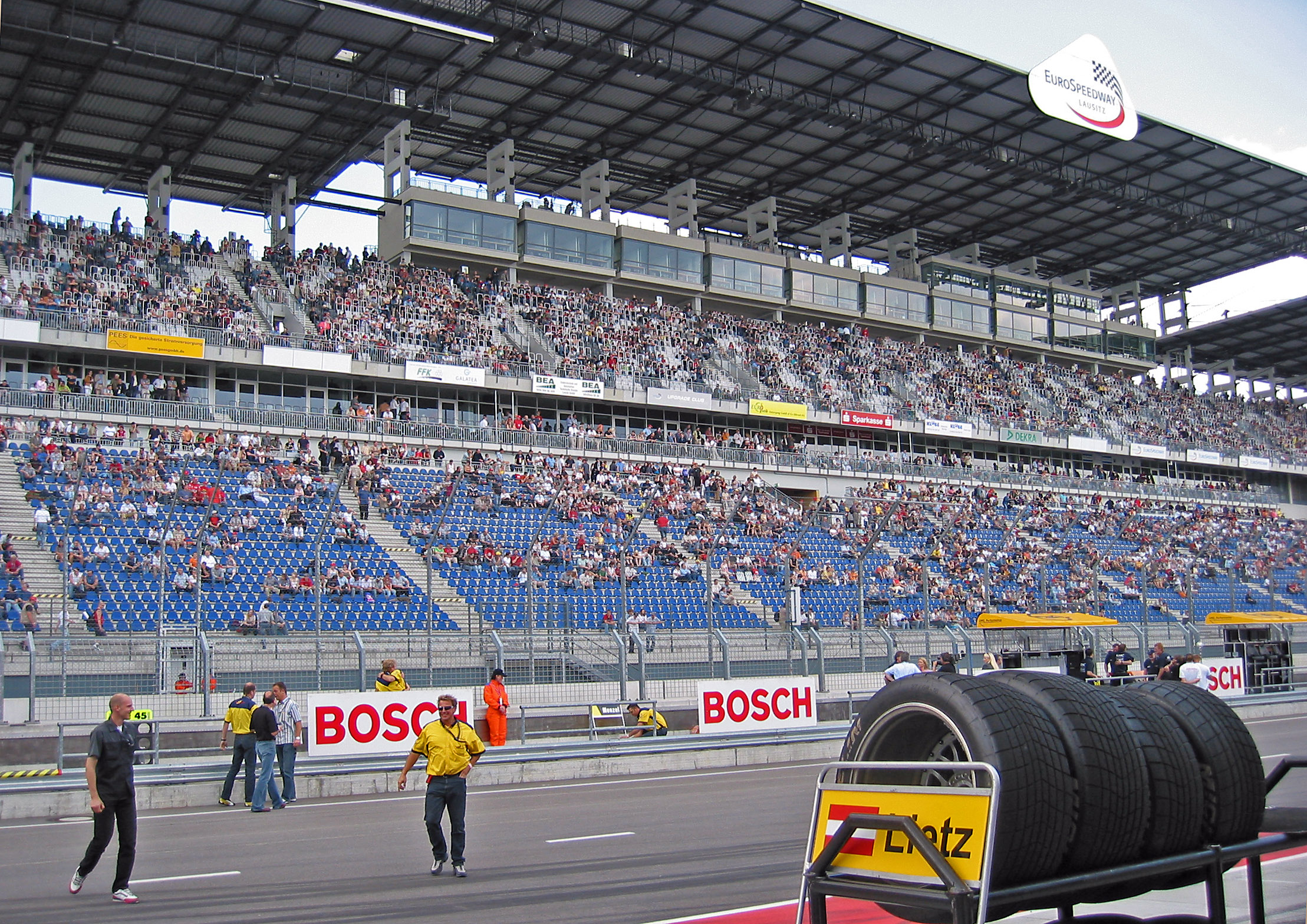
Главная трибуна со старт-финишной прямой.

Лаузицринг представляет собой нетипичный для Европы автодром, включающий овальную трассу, привычную для США, но не для Европы. Впрочем, и среди овальных трасс он занимает также особое положение, состоя всего из трех поворотов (подобно Pocono Raceway в Пенсильвании). Общая длина овальной трассы — 3200 м, наклон бенкинга невелик и составляет 9°. Длина главной прямой — 800 м, ширина трассы — 18,5 м.
Кроме самого овала, для гонок также используется дорожная трасса, расположенная в инфилде и включающая в себя старт-финишную прямую, участок прямой между 1 и 2 поворотом овала, а также 3 поворот овала. Конфигурация ДТМ (GP-strecke) имеет 14 поворотов и общую длину 4534 м. Мотоциклы, которые не могут ездить по бенкингу, минуют последний поворот и таким образом трасса для мотогонок (moto-strecke) имеет 13 поворотов и длину 4265 м (хотя мотогонщики все равно не любят трассу за близкорасположенные стены). Оба варианта имеют длинную и короткую конфигурации, в зависимости от длины задней прямой, использующей участок овальной трассы. Короткий вариант кольца ГП, используемый с 2007 г., имеет длину 3478 м.
В 2007 г., по примеру трассы в Ошерслебене, был изменён первый поворот, так что гонщики теперь должны заходить в него под углом 90°, это должно было замедлить гонщиков, но одновременно затруднило обгоны, из-за того, что поворот стал очень тесным. А заезд в боксы стал осуществляться не по дорожке варианта для мотогонок, а после последнего поворота, с бенкинга.
Также при строительстве было запланировано соединение автодрома с расположенной за пределами овала 11-км секцией для длинных гонок, но эта опция до сих пор ни разу не использовалась.
Кроме того, автодром имеет и другие конфигурации, испоользуемые для различных клубных мероприятий, или вовсе не для автомотогонок. Всего 12 конфигураций.

## Гонки
Трасса была построена в расчёте на американские гоночные серии, а именно Чампкар, который приезжал сюда в 2001 и 2003 гг. (гонки назывались German 500 и были выиграны соответственно Кенни Браком и Себастьеном Бурде). Гонка 2001 г. отметилась серьёзнейшей аварией пилота Chip Ganassi двукратного чемпиона серии Алекса Дзанарди — выезжая на трассу на непрогретых шинах, он ошибся и поставил машину под удар едущих гонщиков. Удар, пришедшийся между передними колесами и понтонами, поставил Занарди на грань жизни и смерти. В результате гонщик потерял обе ноги и был вынужден покинуть серию.
Кроме гонок Чампкар, овальная конфигурация использовалась ещё для гонок серии V8Star, проходившей совместно с Чампкаром, а также британской серии SCCA. Один раз, в 2000 г. по овалу пытались проехать автомобили ДТМ, но из-за сильнейшего дождя обе гонки пришлось отменить и больше подобные опыты не проводились. В 2003 г. состоялась ещё одна попытка частично вернуться на овал — гонщики ДТМ должны были использовать первый поворот овала в составе дорожной трассы. Однако в пятницу во время практики оба первых пилота Ауди — Абт и Айелло — полностью разбили машины в этом повороте из-за невыдержавших шин, и было решено исключить первый поворот овала.
Дорожная трасса присутствует в календаре нового ДТМ с самого его начала. В мотоциклетном варианте трасса используется для различных немецких серий (IDM), и Мирового Супербайка (WSBK). В 2005 г. здесь проводился второй этап дебютного сезона новой серии А1ГП. Кроме того, на трассе проводятся различные тесты и в 2001 году, во время тестов спортпрототипа Ауди R8 погиб Микеле Альборето.

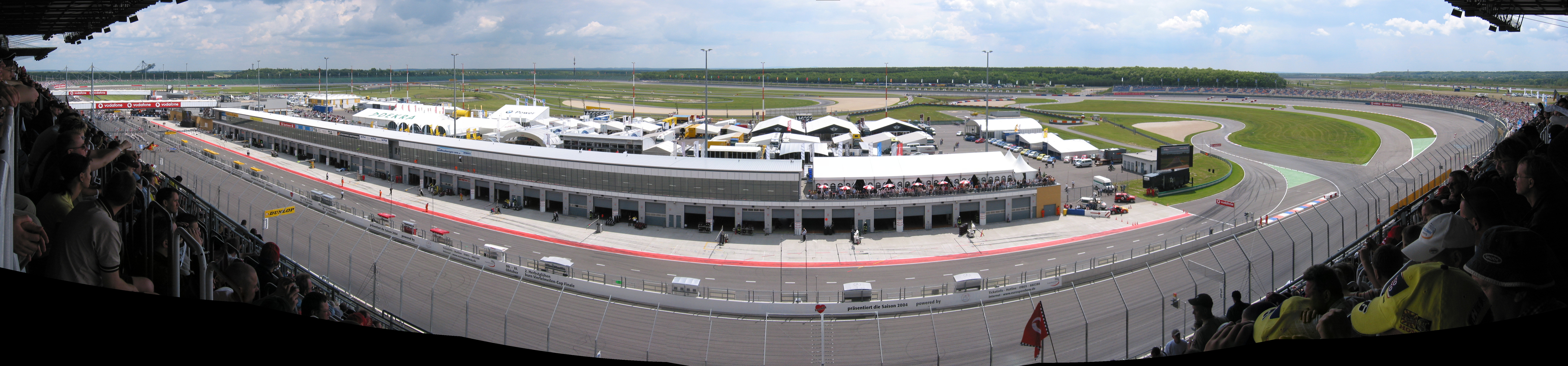
Панорама трассы